# VDL SB250
DAF/VDL SB250 — одноэтажный автобус, выпускавшийся нидерландской компанией DAF Trucks с 1997 по 2006 год.

## Описание
Автобус VDL SB250 эксплуатировался в разные периоды в Континентальной Европе. Автобусные кузова поставляются компаниями VDL Berkhof, Valkenswaard, Jonckheere и другими.
Как и у Volvo B7L, двигатель установлен слева сзади. Радиатор установлен на крыше.
В 2004 году автобус прошёл рестайлинг и стал называться VDL SB250+.